# Essai de force-ductilité d'un bitume modifié
L’essai de force-ductilité est un essai de laboratoire qui permet de déterminer l’aptitude d’un bitume modifié à résister à la traction, et à évaluer ainsi sa cohésivité. Il s'apparente à l'essai de ductilité, mais les indicateurs mesurés et les résultats obtenus ne sont pas les mêmes.

Moule (en bleu) et éprouvette de liant (en noir) utilisés dans l'essai de force-ductilité

## Principe
Le principe consiste à mesurer et représenter la force appliquée sur une éprouvette de forme déterminée que l'on étire à une vitesse et à une température imposées, en fonction de son allongement.

## Appareillage
Les appareils utilisés sont les similaires à ceux utilisés pour l’appareil de mesure de la ductilité :
- Un moule en laiton qui permet de couler des éprouvettes de dimensions standardisées de dimensions 30 mm x 20 mm, avec une largeur réduite à 10 mm en son centre.
- Un bain d’eau thermostaté de capacité d’au moins 10 L d’eau, utilisé pour la conservation des éprouvettes sous eau lorsque les essais sont exécutés en série. Les éprouvettes reposent sur une plaque perforée, et leur température doit pouvoir être maintenue à (5,0 ± 0,5) °C.
- Un bain d’eau thermostaté l’appareil de mesure de capacité d’au moins 10 L d’eau. La température doit y être maintenue à (5,0 ± 0,5)°C. L'uniformité de cette température est obtenue par une circulation suffisante de l'eau.
- Un thermomètre de contrôle de la température des bains à 0,1 °C près.
- Un appareil de mesure permettant de mesurer la force appliquée à l’éprouvette ainsi que son allongement.
- Un chronomètre – horloge.
- Un mélange dextrine-glycérine (50/50).

## Mode opératoire
Il est similaire à celui de l’essai ayant pour objet de mesurer la ductilité.
Habituellement la température d’essai est de 5 °C, mais selon la fragilité du liant testé, elle peut être augmentée par paliers de 5 °C.

## Représentation graphique
Les valeurs de la force appliquée en fonction de l’allongement sont reportées sur un graphe et forment une courbe similaire à celle ci-dessous.
Celle-ci permet de mesurer :

Courbe de force-ductilité pour un bitume modifié

- La cohésion : l’énergie totale exercée au cours de l’essai, à savoir l’aire sous la courbe : {\displaystyle T=\int _{0}^{s2}Fs.\mathrm {d} s}.
- La ténacité : l’énergie dissipée pour étirer le liant au-delà du seuil d’écoulement : {\displaystyle T=\int _{s1}^{s2}Fs.\mathrm {d} s}.

## Normes
- Américaine (ASTM) :
  - A.S.T.M. D 113-79 "Standard Method of Test Ductility of Bituminous Matérials", .
- Européenne (CEN) :
  - EN 13589 - Bitumes et liants bitumineux. - Détermination des caractéristiques de traction des bitumes modifiés par la méthode de force ductilité (France : indice de classement : T66-038).